# Gamma Ophiuchi
Gamma Ophiuchi (γ Ophiuchi / γ Oph / 62 Ophiuchi / HD 161868) es una estrella en la constelación de Ofiuco de magnitud aparente +3,75.
Sus nombres propios que provienen del árabe son : Marfik, cuya raíz es "Al-Marfik" que en castellano significa : "el Codo", el siguiente es "Mulipehn", y a veces es conocida también como Al Durajah, en referencia a un poderoso auriga árabe.
Se encuentra a 95 años luz de distancia del sistema solar.
Gamma Ophiuchi es una estrella blanca de la secuencia principal de tipo espectral A0V.
Diversos estudios sitúan su temperatura efectiva entre 8570 K y 9500 K. Gira muy deprisa sobre sí misma, con una velocidad de rotación de al menos 210 km/s, unas 105 veces mayor que la del Sol.
Tiene una metalicidad —abundancia relativa de elementos más pesados que el helio— comparable a la solar.
Con una masa comprendida entre 2,2 y 2,9 masas solares, es una joven estrella con una edad estimada de 184 millones de años.
Gamma Ophiuchi muestra un exceso infrarrojo a 24 y 70 μm, indicando la presencia de un disco circunestelar de polvo.
En estrellas como Fomalhaut (α Piscis Austrini), ζ Leporis e ι Centauri —semejantes a Gamma Ophiuchi— se han detectado discos de este tipo.
Las imágenes resueltas en ambas longitudes de onda con el telescopio espacial Spitzer sugieren que el disco de Gamma Ophiuchi tiene un radio exterior de ~ 520 UA (a 70 μm) y de >≈ 260 UA (a 24 μm). La estructura del disco primario está inclinada ~ 55° respecto al plano del cielo. El radio interior del disco parece estar a sólo 10 UA de la estrella.